# Drumsöfjärden

Drumsöfjärden (finska: Lauttasaarenselkä) är en fjärd i Helsingfors stad mellan Drumsö och Västra hamnen.